# Liste der Monuments historiques in Mandeure
Die Liste der Monuments historiques in Mandeure führt die Monuments historiques in der französischen Gemeinde Mandeure auf.

## Liste der Immobilien
| Bezeichnung            | Beschreibung                                                                | Standort                             | Kennzeichnung | Schutzstatus | Datum | Bild           |
| ---------------------- | --------------------------------------------------------------------------- | ------------------------------------ | ------------- | ------------ | ----- | -------------- |
| Thermen von Courcelles | gallorömisch, 2. Jahrhundert                                                | Courcelles, rue des Murgers (Lage)   | PA00101767    | Inscrit      | 1990  |                |
| Friedhofskreuz         |                                                                             | Mandeure, rue de la Papeterie (Lage) | PA00101668    | Inscrit      | 1926  | weitere Bilder |
| Gallorömisches Theater | aus dem 1. und 2. Jahrhundert; größtes gallorömisches Theater in Frankreich | Mandeure, rue du Theâtre (Lage)      | PA00101669    | Classé       | 1964  | weitere Bilder |

## Liste der Objekte
| Bezeichnung                        | Beschreibung                                                                    | Standort                                 | Kennzeichnung | Schutzstatus | Datum | Bild |
| ---------------------------------- | ------------------------------------------------------------------------------- | ---------------------------------------- | ------------- | ------------ | ----- | ---- |
| Skulptur Maria Magdalena           | Stein, 16. Jahrhundert                                                          | Mandeure, in der Kirche St-Martin (Lage) | PM25000923    | Classé       | 1028  |      |
| Skulptur Sitzende Madonna mit Kind | Holz, farbig gefasst, 15. Jahrhundert; aus der Kapelle Notre-Dame-de-Bonsecours | Mandeure, in der Kirche St-Martin (Lage) | PM25000924    | Classé       | 1928  |      |